# Opuntia ficus-indica

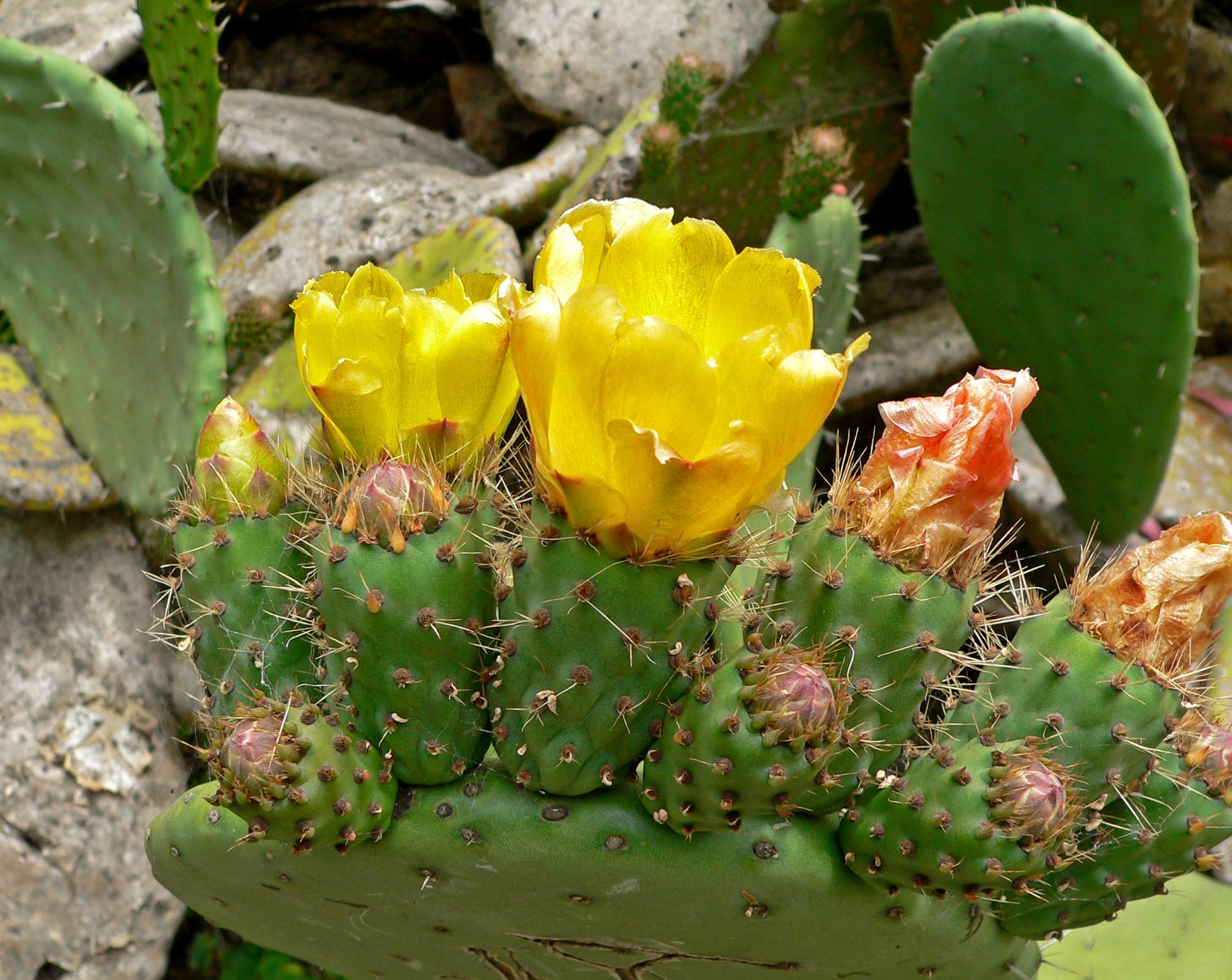
Blüte

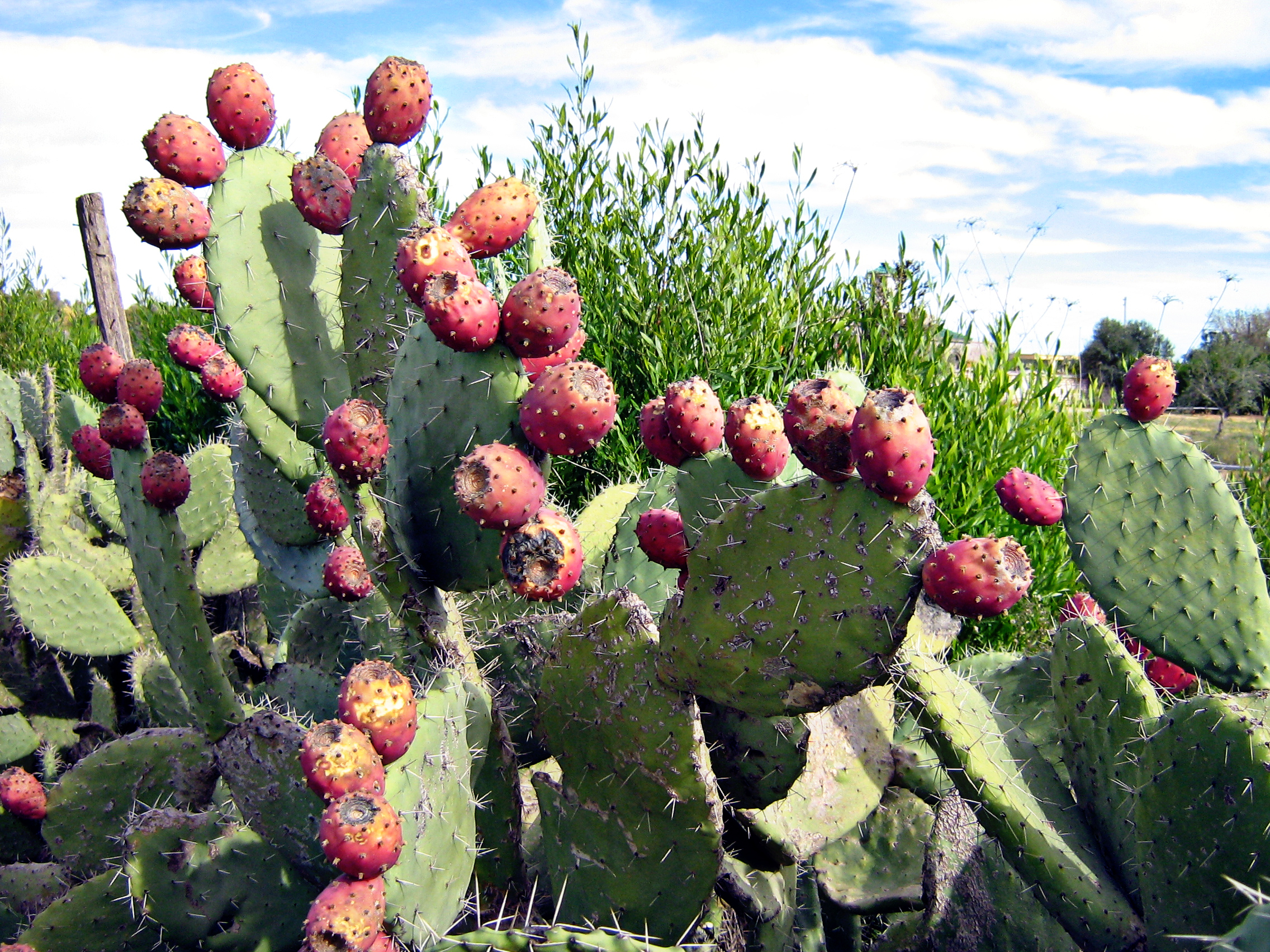
Früchte

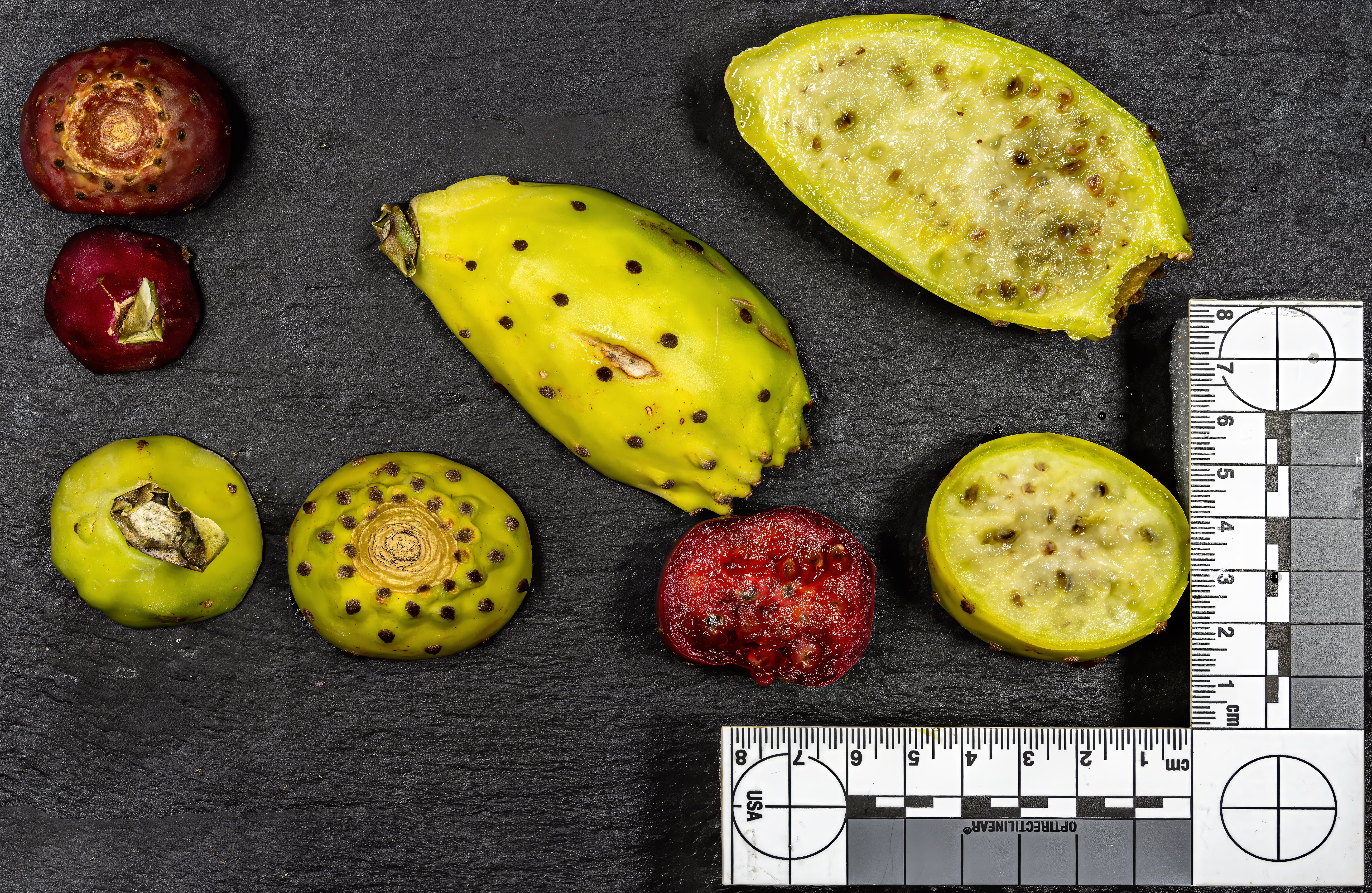
Querschnitt durch die Frucht

Opuntia ficus-indica ist eine Pflanzenart in der Gattung der Opuntien (Opuntia) aus der Familie der Kakteengewächse (Cactaceae). Das Artepitheton ficus-indica leitet sich von den lateinischen Worten ficus für ‚Feige‘ sowie indicus für ‚Indien‘ ab und verweist auf die essbaren Früchte der Art und deren angenommener Herkunft von den Westindischen Inseln. Die oft als Kaktusfeigen bezeichneten Früchte und die jungen Triebe sind essbar und gehören zur mexikanischen Standardküche.
Opuntia ficus-indica wurde von den Kakteengesellschaften der drei deutschsprachigen Länder Deutschland (DKG), Österreich (GÖK) und Schweiz (SKG) zum Kaktus des Jahres 2019 gewählt.

## Beschreibung
Opuntia ficus-indica wächst strauchig oder baumartig und erreicht Wuchshöhen zwischen 1 und 6 Metern. Meist ist ein deutlicher Stamm von bis zu 35 Zentimetern vorhanden. Die unterschiedlich geformten grünen Triebabschnitte sind schmal bis breit verkehrt eiförmig oder länglich. Sie sind 20 bis 60 Zentimeter lang und 10 bis 25 Zentimeter breit. Die schmal elliptischen Areolen stehen 2 bis 5 Zentimeter voneinander entfernt. Sie sind mit braunen oder gelben Glochiden besetzt, die bald abfallen. Die Dornen sind unauffällig und fehlen oft ganz.
Die Blüten stehen endständig am Spross, sind gelb bis rot und haben einen Durchmesser von 5 bis 10 Zentimeter. Die eiförmigen bis länglichen, gelbgrünen, orangen oder roten Früchte sind 6 bis 10 Zentimeter lang. Sie sind mit Glochiden und manchmal mit Dornen besetzt.
Ein Chromosomensatz hat elf Chromosomen. Neben diploiden Individuen mit einer Chromosomenzahl von 2n = 22 wurden polyploide mit 55 oder 88 Chromosomen beschrieben.

## Verbreitung, Systematik und Gefährdung
Opuntia ficus-indica stammt vermutlich aus Mexiko. Durch die lange Kultivierung der Art ist das ursprüngliche Verbreitungsgebiet nicht bekannt. Die Art ist in Südamerika, Australien, im Mittelmeerraum und in Makaronesien verwildert. Molekulargenetische Untersuchungen deuten darauf hin, dass Opuntia ficus-indica eine domestizierte Form von Opuntia megacantha ist.
Die Erstbeschreibung als Cactus ficus-indica wurde 1753 von Carl von Linné vorgenommen. Philip Miller ordnete die Art 1768 der von ihm aufgestellten Gattung Opuntia zu.
In der Roten Liste gefährdeter Arten der IUCN wird die Art als „Data Deficient (DD)“, d. h. mit keinen ausreichenden Daten geführt.

## Nutzung
Verzehrt wird das Innere der Frucht mit den essbaren Kernen. Das je nach Sorte gelbgrüne oder gelborange bis rote Fruchtfleisch hat einen süß-säuerlichen Geschmack. Die Frucht wird roh oder als Marmelade gegessen sowie zu Likör verarbeitet. Aus den getrockneten Samen wird Kaktusfeigenkernöl für Kosmetikprodukte und als Speiseöl gepresst. Die jungen Triebabschnitte werden in Mexiko und Zentralamerika als Gemüse verwendet (Nopalitos, Nopales).

## Produktionsgebiete
Opuntia ficus-indica wird in zahlreichen Regionen als Obst, Futtermittel oder zur Gewinnung des Farbstoffs Karmin kultiviert. Sie ist die einzige Opuntienart, die im Mittelmeerraum angebaut wird.

### Obstbau
Opuntia ficus-indica ist die im Obstbau am häufigsten kultivierte Opuntienart weltweit. Hauptproduzent mit jährlich 300.000 Tonnen, die auf fast 70.000 Hektar angebaut werden, ist Mexiko. Zweitwichtigstes Land ist Italien. Dort befinden sich über 96 % der derartig bewirtschafteten Fläche auf Sizilien. Das Istituto Nazionale di Statistica (ISTAT) wies 2011 eine Gesamtfläche von 8300 Hektar mit einem Ertrag von 87.000 Tonnen aus. Es folgen Südafrika mit 15.000 Tonnen auf etwa 1500 Hektar, Chile mit über 8000 Tonnen auf etwa 1100 Hektar sowie Argentinien mit 7500 Tonnen auf 800 Hektar. In geringem Umfang wird Opuntia ficus-indica in zahlreichen weiteren Staaten zur Obsterzeugung angebaut.

### Karmingewinnung
In Peru ist der Anbau stark auf die Züchtung der Cochenilleschildlaus ausgerichtet, auch der Wildwuchs wird genutzt. Es werden 30–40 Tausend Hektar geschätzt, vorwiegend in Andentälern der Regionen Ayacucho, Huancavelica, Apurímac, Arequipa, Ancash, Lima und Moquegua.

### Futtermittel
In Brasilien werden Opuntien auf ungefähr 40.000 Hektar vorwiegend als Viehfutter angebaut. In Chile sind es etwa tausend Hektar.

## Nachweise

## Weiterführende Literatur
- Gary N. Ervin: Indian Fig Cactus (Opuntia Ficus-Indica (L.) Miller) in the Americas: an Uncertain History. In: Haseltonia. Nummer 17, 2012, S. 70–81 (doi:10.2985/1070-0048-17.1.9).
- M. Patrick Griffith: The origins of an important cactus crop, Opuntia ficus-indica (Cactaceae): new molecular evidence. In: American Journal of Botany. Band 91, 2004, S. 1915–1921 (online).
- Youssef El Kharrassi, Mouaad Amine Mazri, Hamid Benyahia, Hassan Benaouda, Boubker Nasser, El Houssine El Mzouri, 'Fruit and juice characteristics of 30 accessions of two cactus pear species (Opuntia ficus indica and Opuntia megacantha) from different regions of Morocco', 2016, LWT – Food Science and Technology
- Candelario Mondragón-Jacobo, Salvador Pérez-González (Hrsg.): Cactus (Opuntia spp.) as Forage. FAO Plant Production and Protection Paper 169. Rom 2001, ISBN 92-5-104705-7. (online)
- Carmen Sáenz et al.: Agro-industrial utilization of cactus pear. Food and Agriculture Organization of the United Nations, Rom 2013, ISBN 978-92-5-107987-4 (PDF).
- H. G. Zimmermann, V. C. Moran: Biological control of prickly pear, Opuntia ficusindica (Cactaceae), in South Africa. In: Agriculture, Ecosystems & Environment. Band 37, Nummer 1–3, 1991, S. 29–35 (doi:10.1016/0167-8809(91)90137-M).